# Rheum glabricaule
Rheum glabricaule är en slideväxtart som beskrevs av Samuelsson. Rheum glabricaule ingår i släktet rabarbersläktet, och familjen slideväxter. Inga underarter finns listade i Catalogue of Life.